# Astragalus uraniolimneus
Astragalus uraniolimneus är en ärtväxtart som beskrevs av Pierre Edmond Boissier. Astragalus uraniolimneus ingår i släktet vedlar, och familjen ärtväxter. Inga underarter finns listade i Catalogue of Life.